# ابن الأمير (فلم هندي)
ابن الأمير فيلم هندي فيلم أنتج عام 2018.

## وصلات خارجية
- مقالات تستعمل روابط فنية بلا صلة مع ويكي بيانات